# Bauhinia leucantha
Bauhinia leucantha är en ärtväxtart som beskrevs av Mats Thulin. Bauhinia leucantha ingår i släktet Bauhinia och familjen ärtväxter. Inga underarter finns listade i Catalogue of Life.